# Pharetrophora convexa
Pharetrophora convexa là một loài tò vò trong họ Ichneumonidae.